# كلينت ليمنز
كلينت ليمنز (بالهولندية: Clint Leemans)‏ (15 سبتمبر 1995 بفيلدهوفن في هولندا - ) هو لاعب كرة قدم هولندي في مركز الدفاع. شارك مع منتخب هولندا تحت 19 سنة لكرة القدم ومنتخب هولندا تحت 21 سنة لكرة القدم. أما مع النوادي، فقد لعب مع نادي آيندهوفن وJong PSV ‏.

## وصلات خارجية
- كلينت ليمنز على موقع قاعدة بيانات كرة القدم.إي يو (الإنجليزية)
- كلينت ليمنز على موقع Soccerway.com (الإنجليزية)
- كلينت ليمنز على موقع عالم كرة القدم.نت (الإنجليزية)
- كلينت ليمنز على موقع AS.com (الإسبانية)